# Angé
Angé település Franciaországban, Loir-et-Cher megyében. Lakosainak száma 801 fő (2022. január 1.). Angé Céré-la-Ronde, Monthou-sur-Cher, Pouillé, Saint-Julien-de-Chédon és Montrichard-Val-de-Cher községekkel határos.

## Népesség
A település népességének változása:
| Lakosok száma | 638  | 660  | 751  | 761  | 874  | 904  | 882  | 818  | 812  | 801  |
|               | 1968 | 1982 | 1990 | 2006 | 2013 | 2015 | 2017 | 2019 | 2020 | 2022 |